# Міста Берестейської області
У Республіці Білорусь критерії віднесення населених пунктів до категорій встановлені Законом Республіки Білорусь від 5 травня 1998 р. № 154-3 «Про адміністративно-територіальний поділ та порядок розв'язання питань адміністративно-територіального устрою Республіки Білорусь». Відповідно до статті 8 цього Закону міста поділяються на такі підкатегорії:
- місто Мінськ — столиця Республіки Білорусь;
- міста обласного підпорядкування — найбільші населені пункти (з населенням не менше 50 тис. осіб), які є адміністративними та великими економічними та культурними центрами з розвиненою виробничою та соціальною інфраструктурою;
- міста районного підпорядкування — населені пункти з населенням не менше 6 тис. осіб, які мають промислові підприємства, мережу соціально-культурних і побутових закладів, з перспективою подальшого розвитку та зростання населення.

## Список міст Берестейської області
| №  | Герб | Назва          | Назва         | Район                | Кількість жителів (2009) |
| №  | Герб | Кирилиця       | Латиниця      | Район                | Кількість жителів (2009) |
| -- | ---- | -------------- | ------------- | -------------------- | ------------------------ |
| 1  |      | Берестя        | Brest         | Берестя              | 309 764                  |
| 2  |      | Барановичі     | Baranavičy    | Барановичі           | 168 240                  |
| 3  |      | Пінськ         | Pinsk         | Пінськ               | 130 355                  |
| 4  |      | Кобринь        | Kobryn        | Кобринський район    | 51 166                   |
| 5  |      | Береза         | Biaroza       | Березівський район   | 29 357                   |
| 6  |      | Лунинець       | Luniniec      | Лунинецький район    | 23 608                   |
| 7  |      | Івацевичі      | Ivacevičy     | Івацевицький район   | 22 958                   |
| 8  |      | Пружани        | Pružany       | Пружанський район    | 19 032                   |
| 9  |      | Іванове        | Ivanava       | Іванівський район    | 16 086                   |
| 10 |      | Дорогичин      | Drahičyn      | Дорогичинський район | 14 744                   |
| 11 |      | Ганцевичі      | Hancavičy     | Ганцевицький район   | 13 894                   |
| 12 |      | Жабинка        | Žabinka       | Жабинківський район  | 13 084                   |
| 13 |      | Столин         | Stolin        | Столинський район    | 12 462                   |
| 14 |      | Мікашевичі     | Mikaševičy    | Лунинецький район    | 13 016                   |
| 15 |      | Білозерськ     | Bielaaziorsk  | Березівський район   | 12 519                   |
| 16 |      | Малорита       | Malaryta      | Малоритський район   | 11 751                   |
| 17 |      | Ляховичі       | Liachavičy    | Ляховицький район    | 10 997                   |
| 18 |      | Кам'янець      | Kamianiec     | Кам'янецький район   | 8447                     |
| 19 |      | Давид-Городок  | Davyd-Haradok | Столинський район    | 6573                     |
| 20 |      | Високе (місто) | Vysokaje      | Кам'янецький район   | 5376                     |
| 21 |      | Косово         | Kosava        | Івацевицький район   | 2029                     |

## Галерея

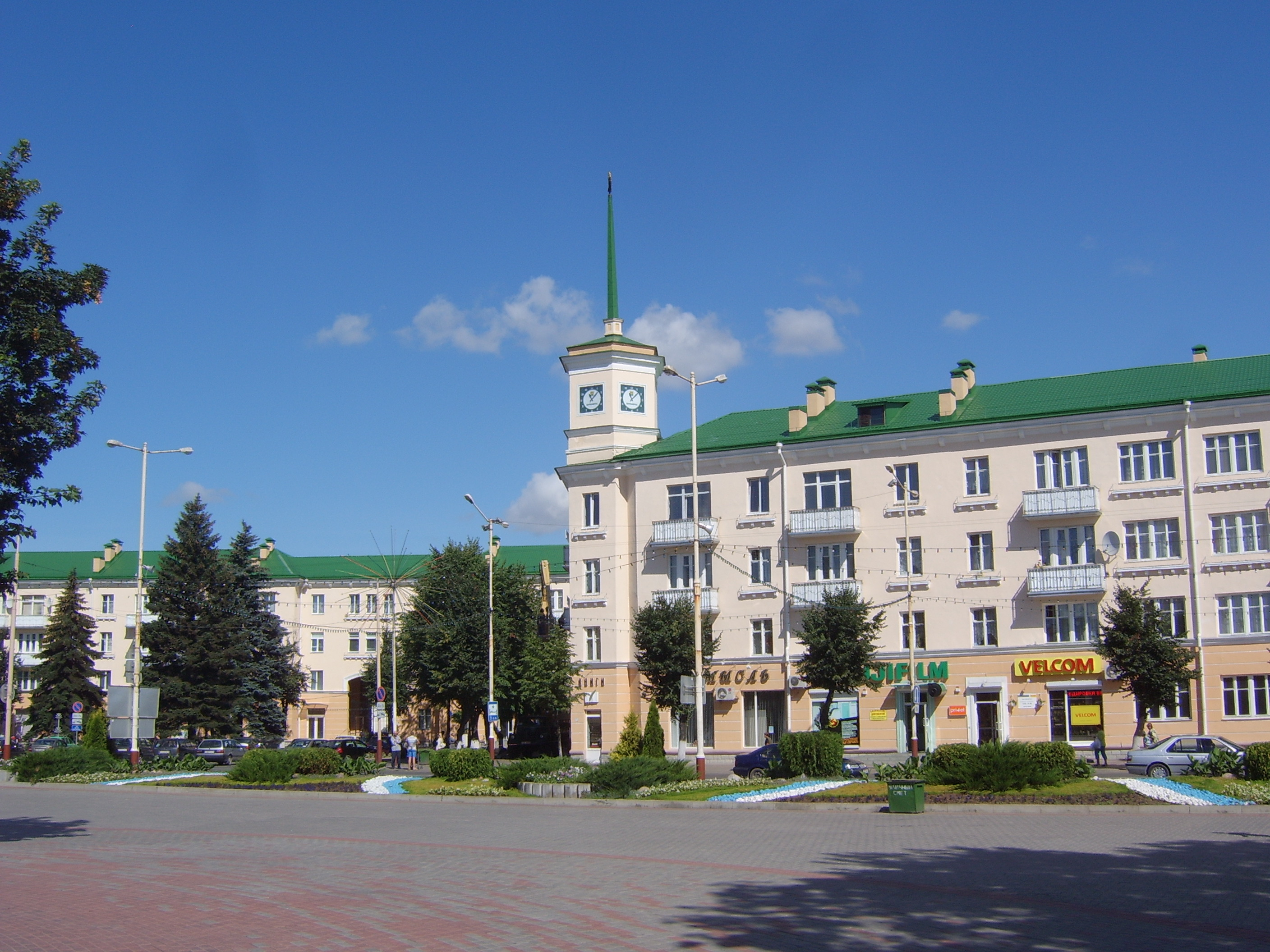
Барановичі
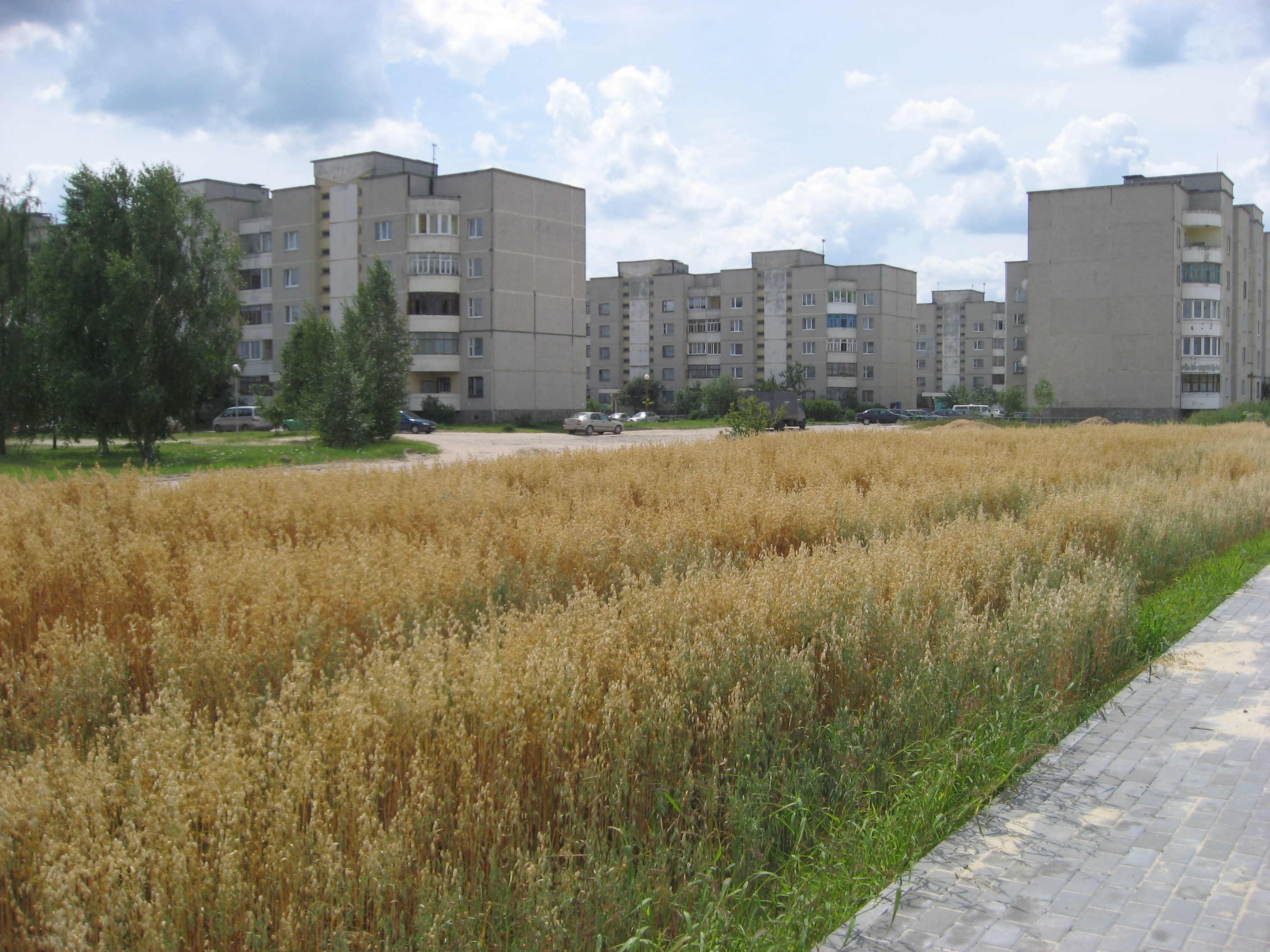
Білозерськ
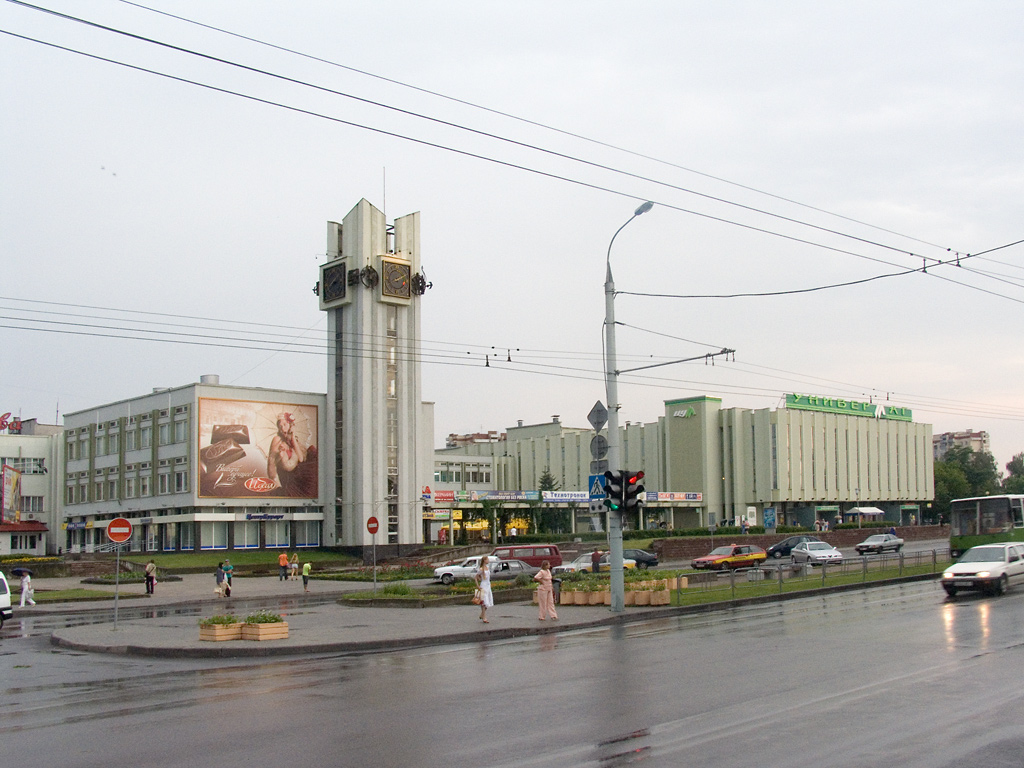
Берестя
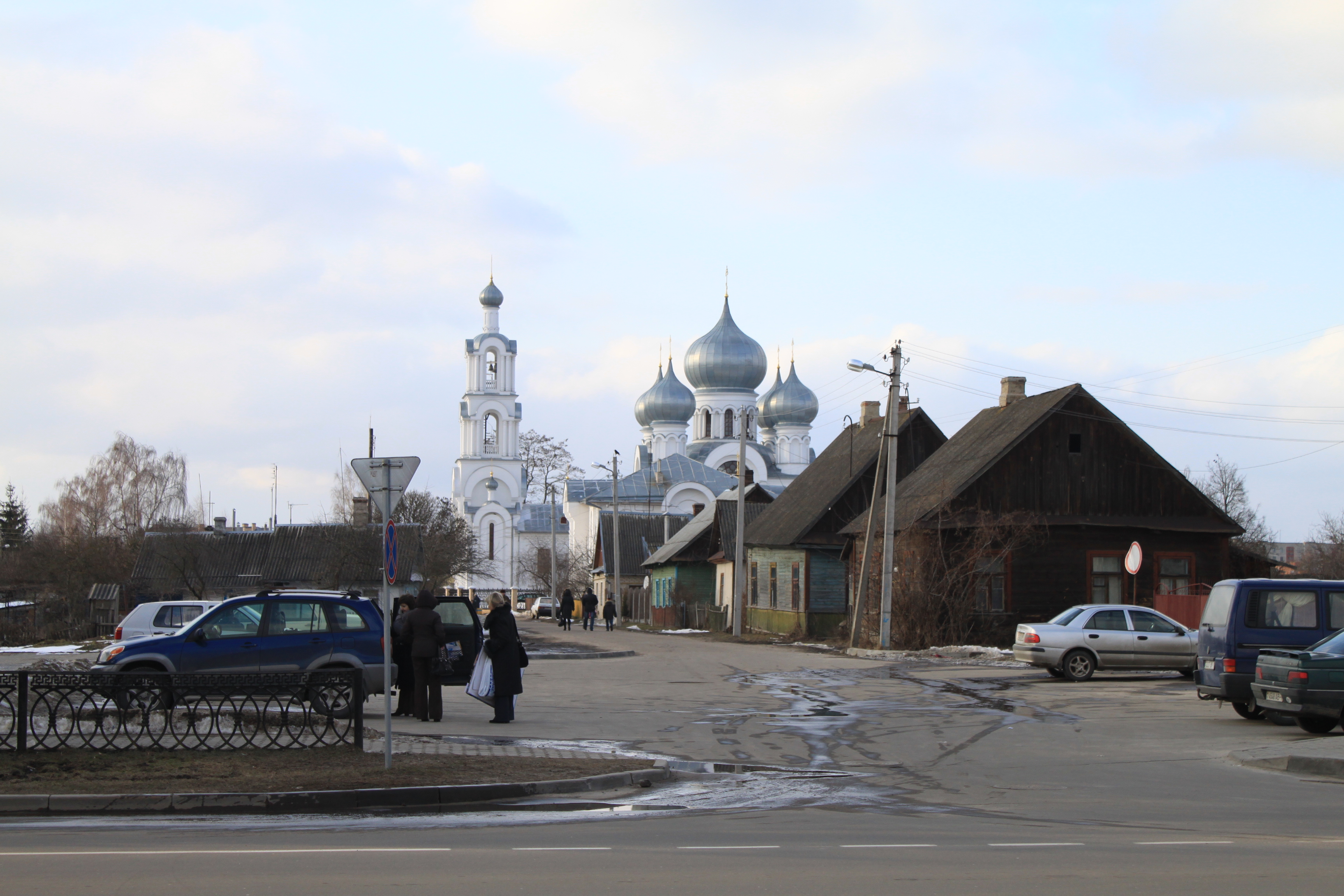
Береза
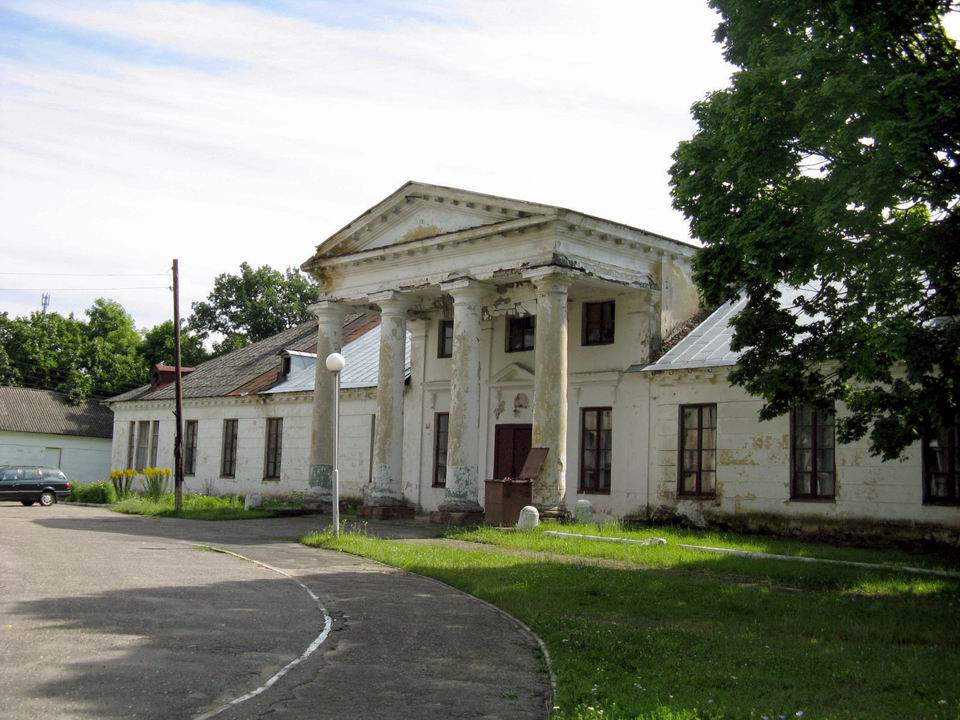
Високе
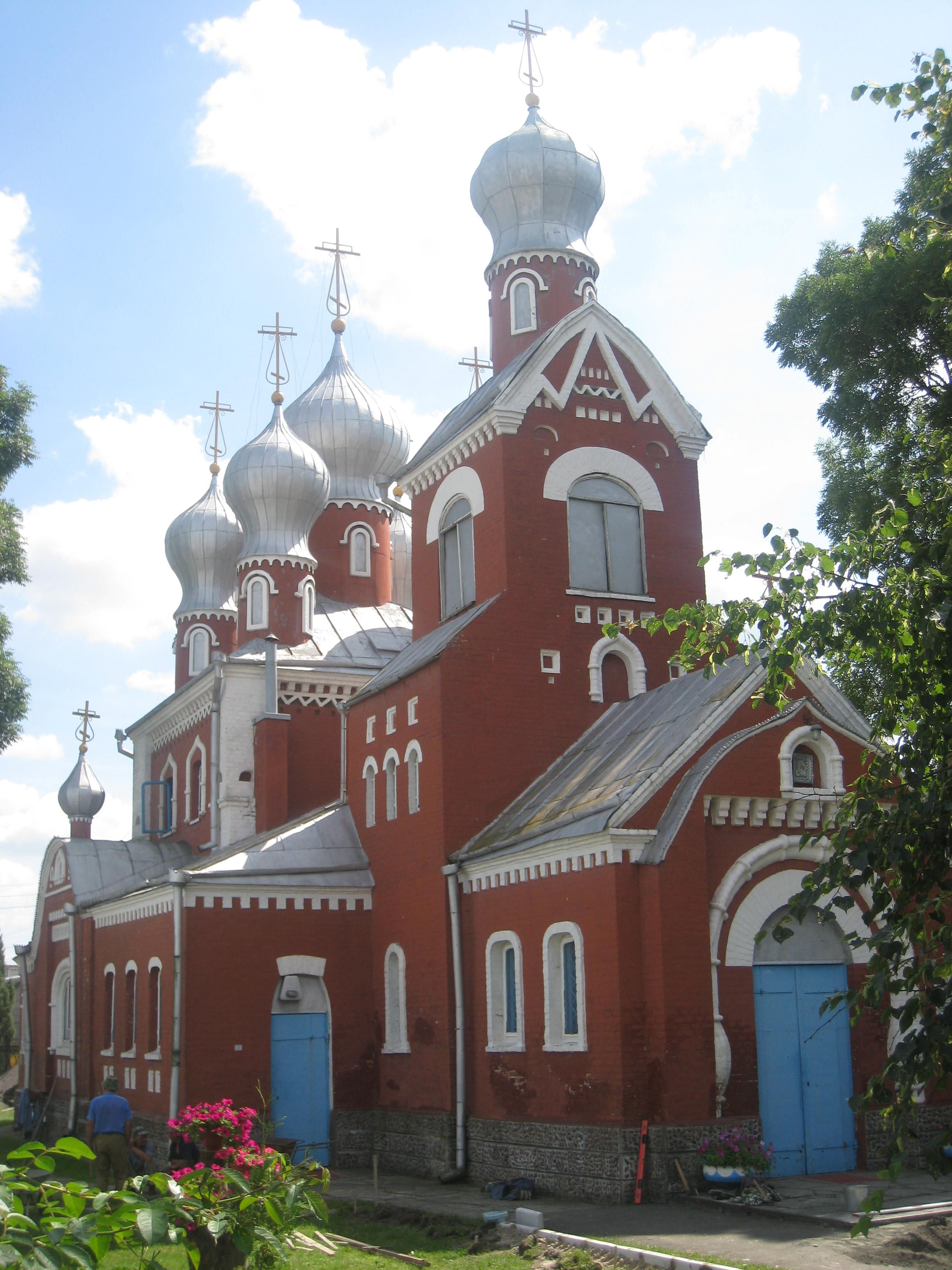
Давид-Городок
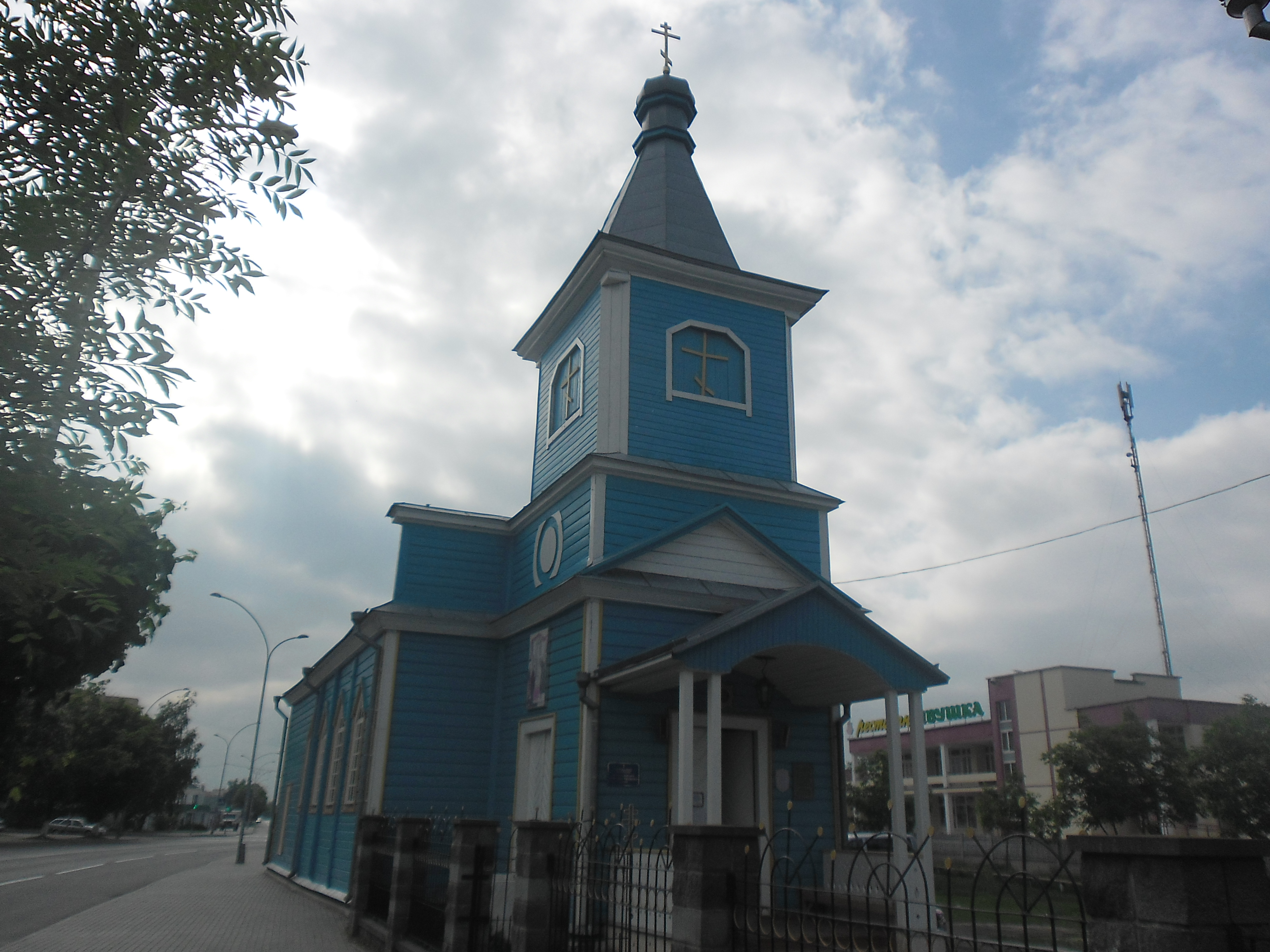
Дорогичин
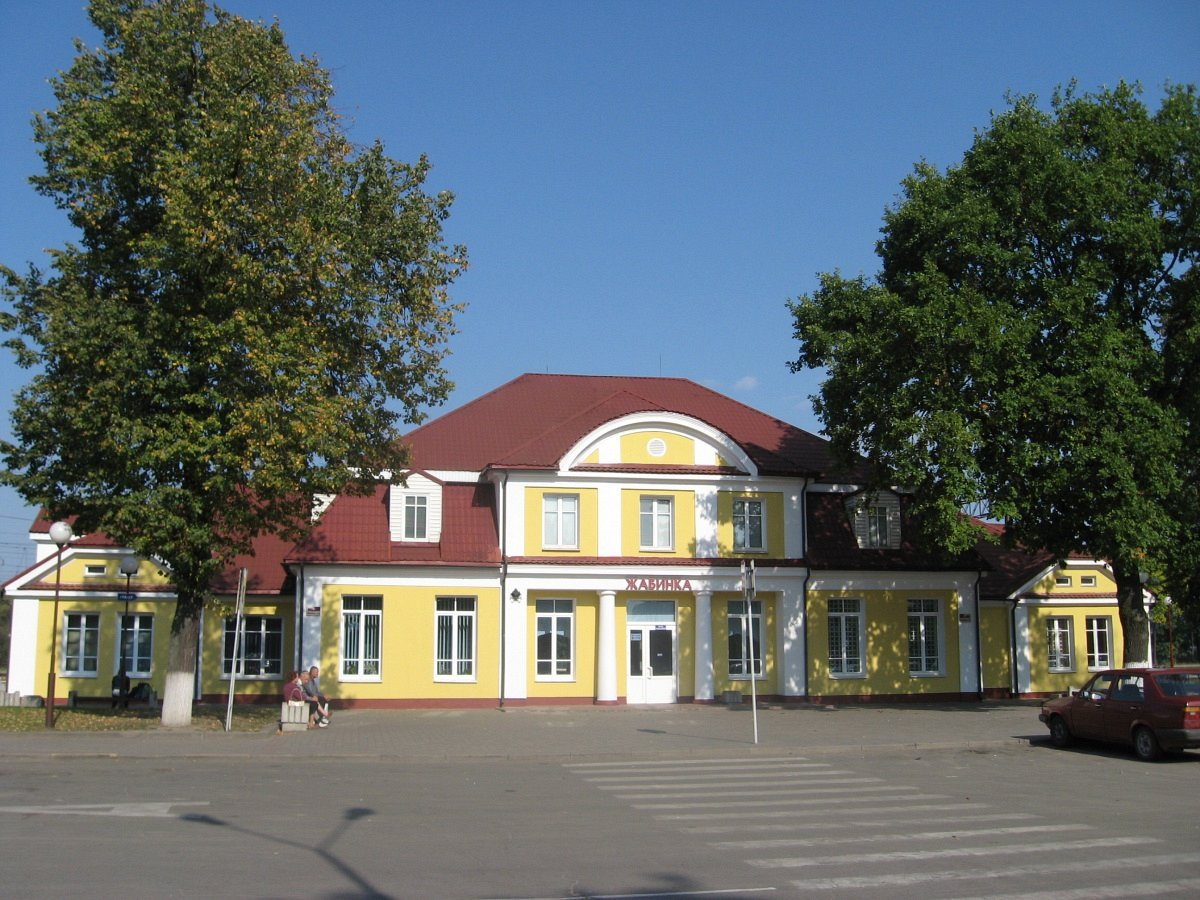
Жабинка
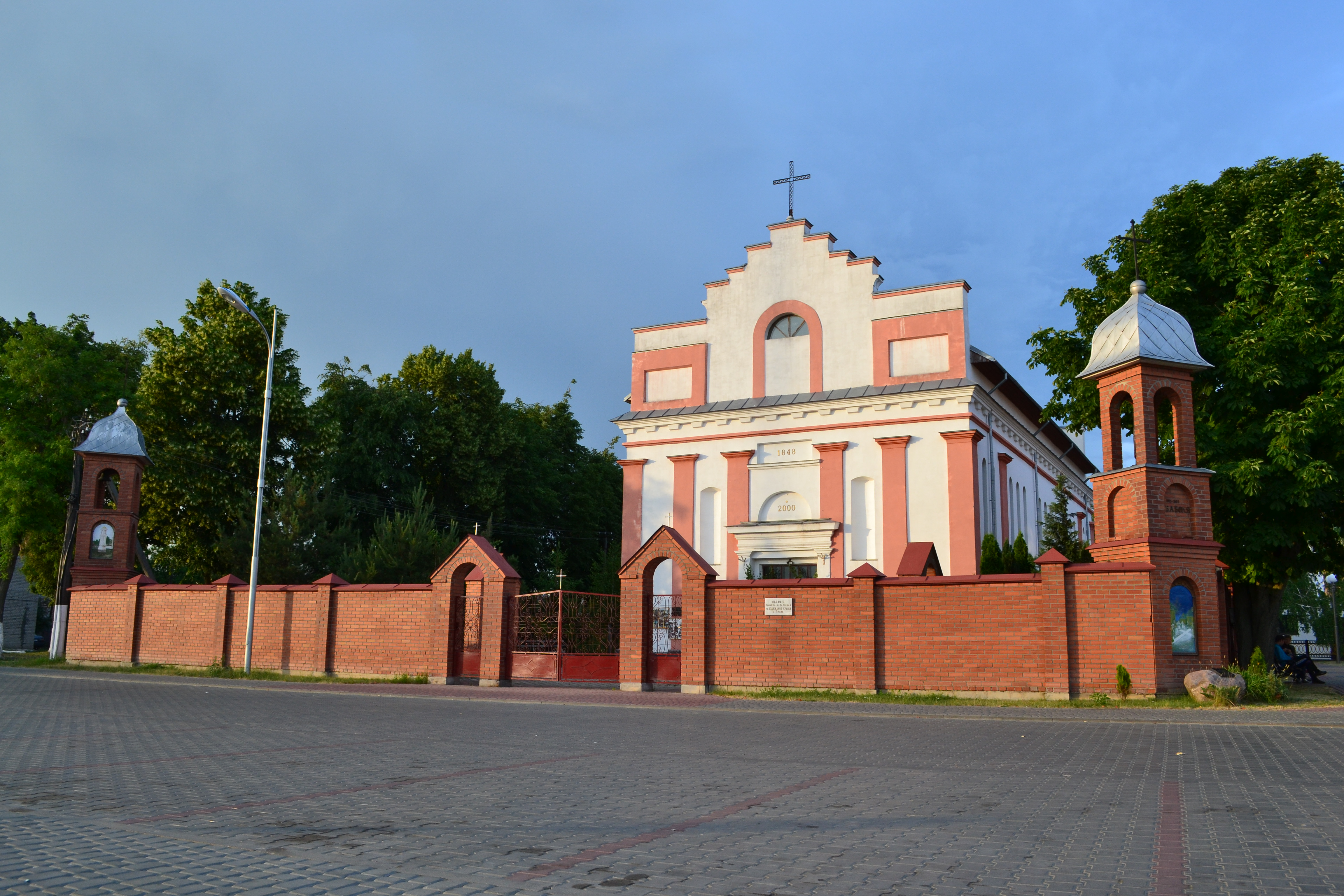
Іванове
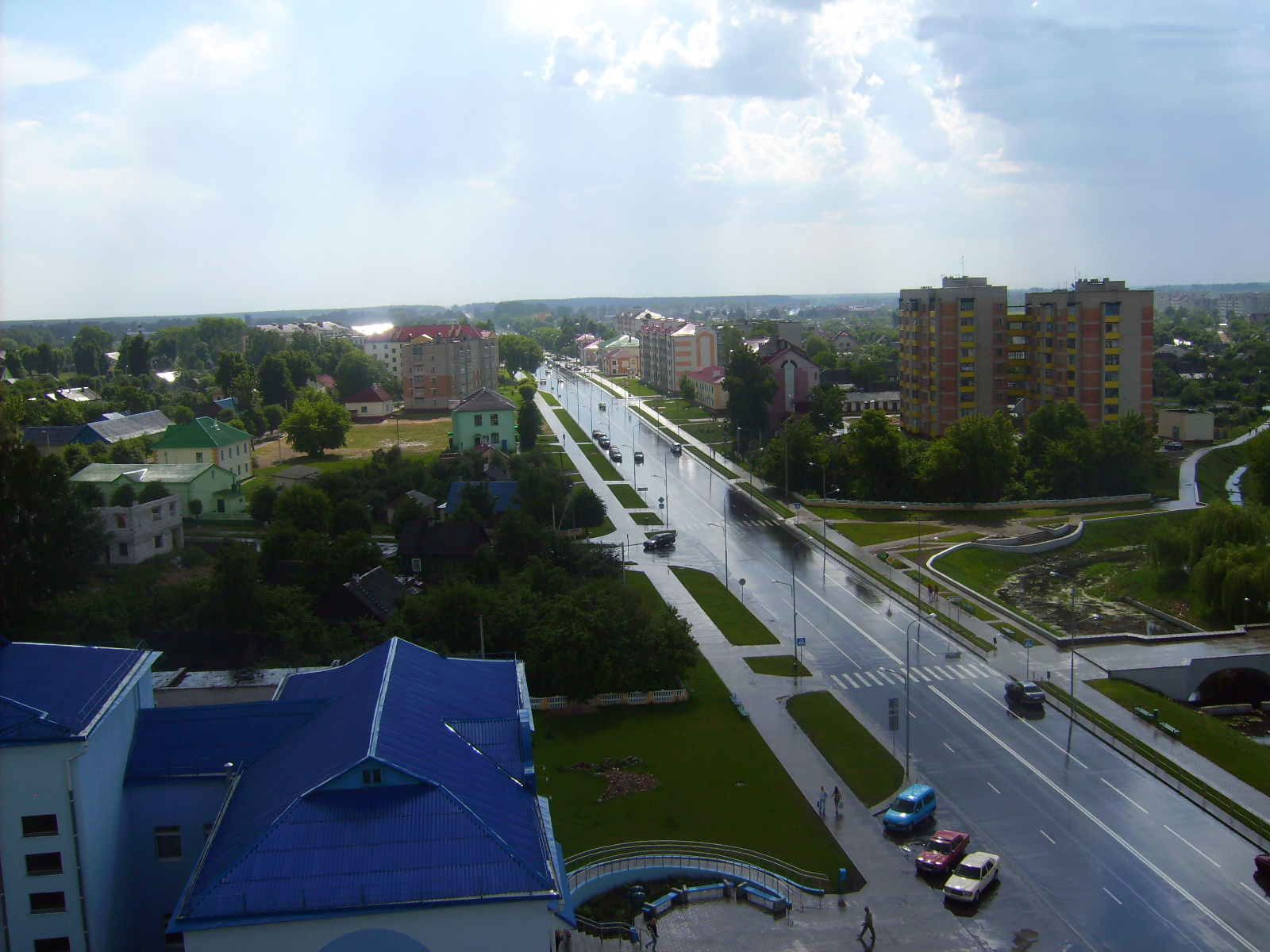
Івацевичі
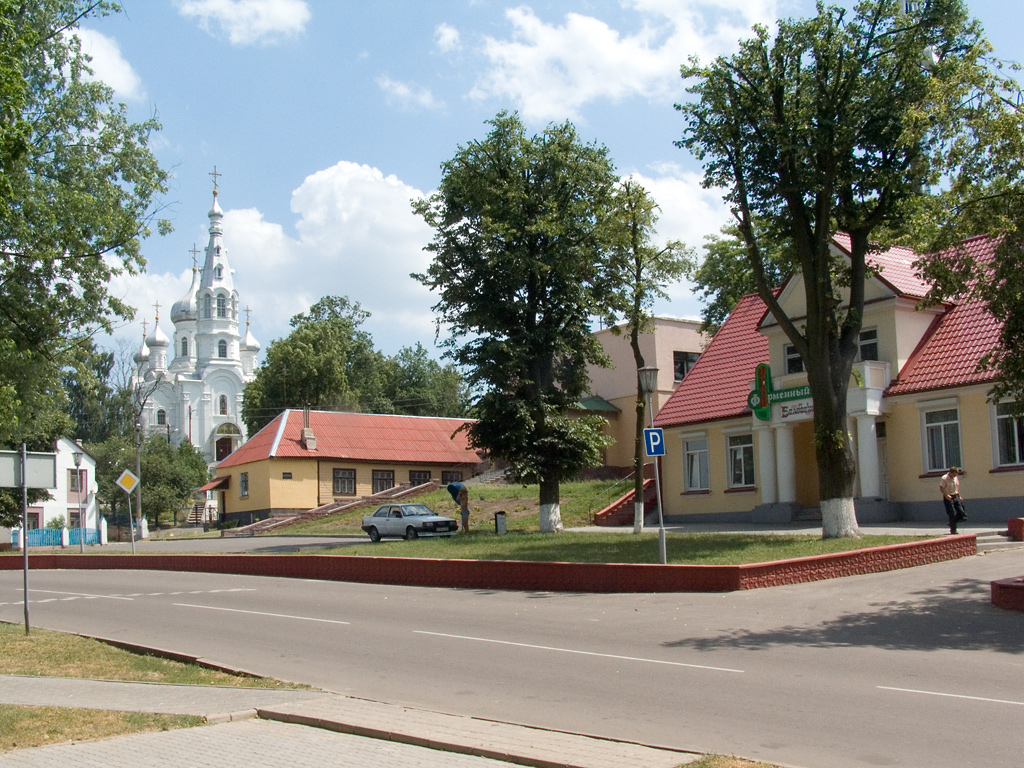
Кам’янець
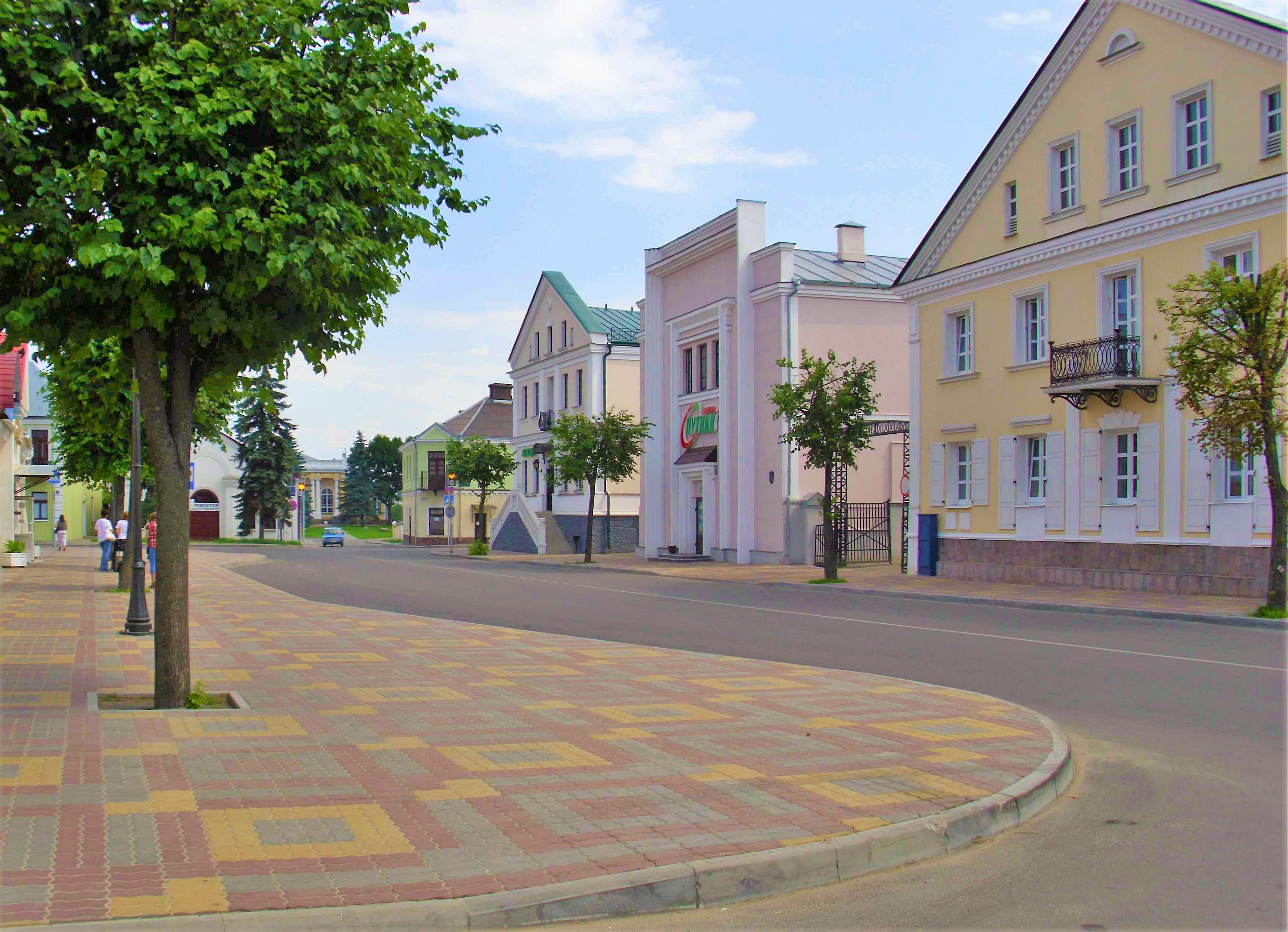
Кобринь
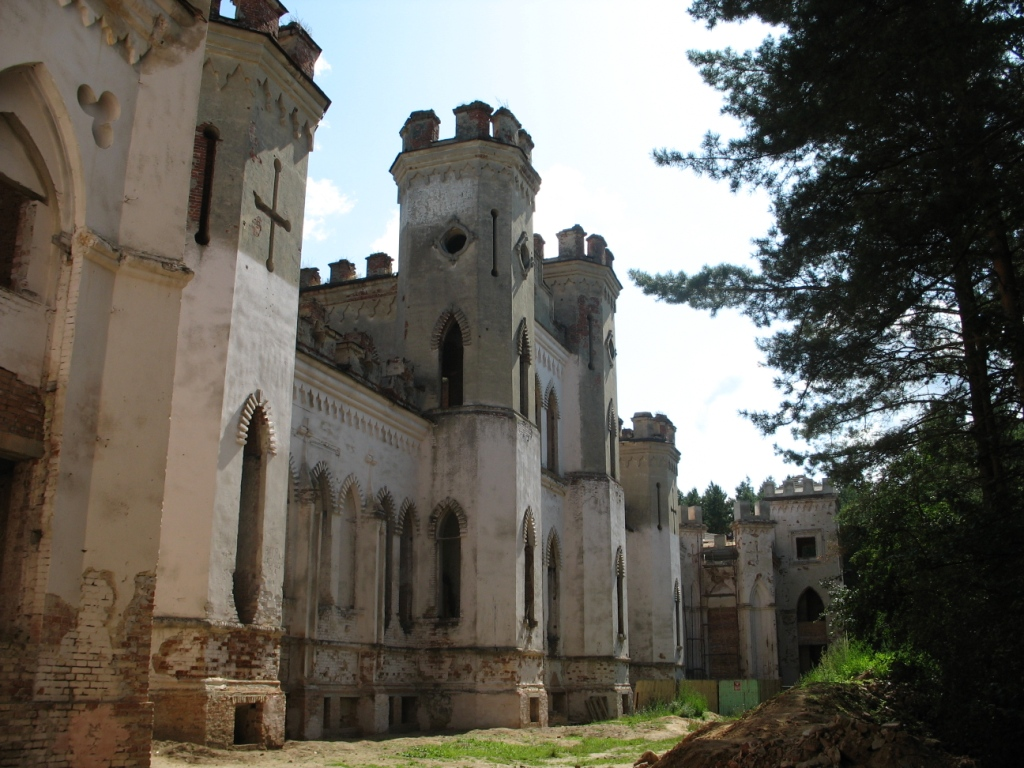
Косово
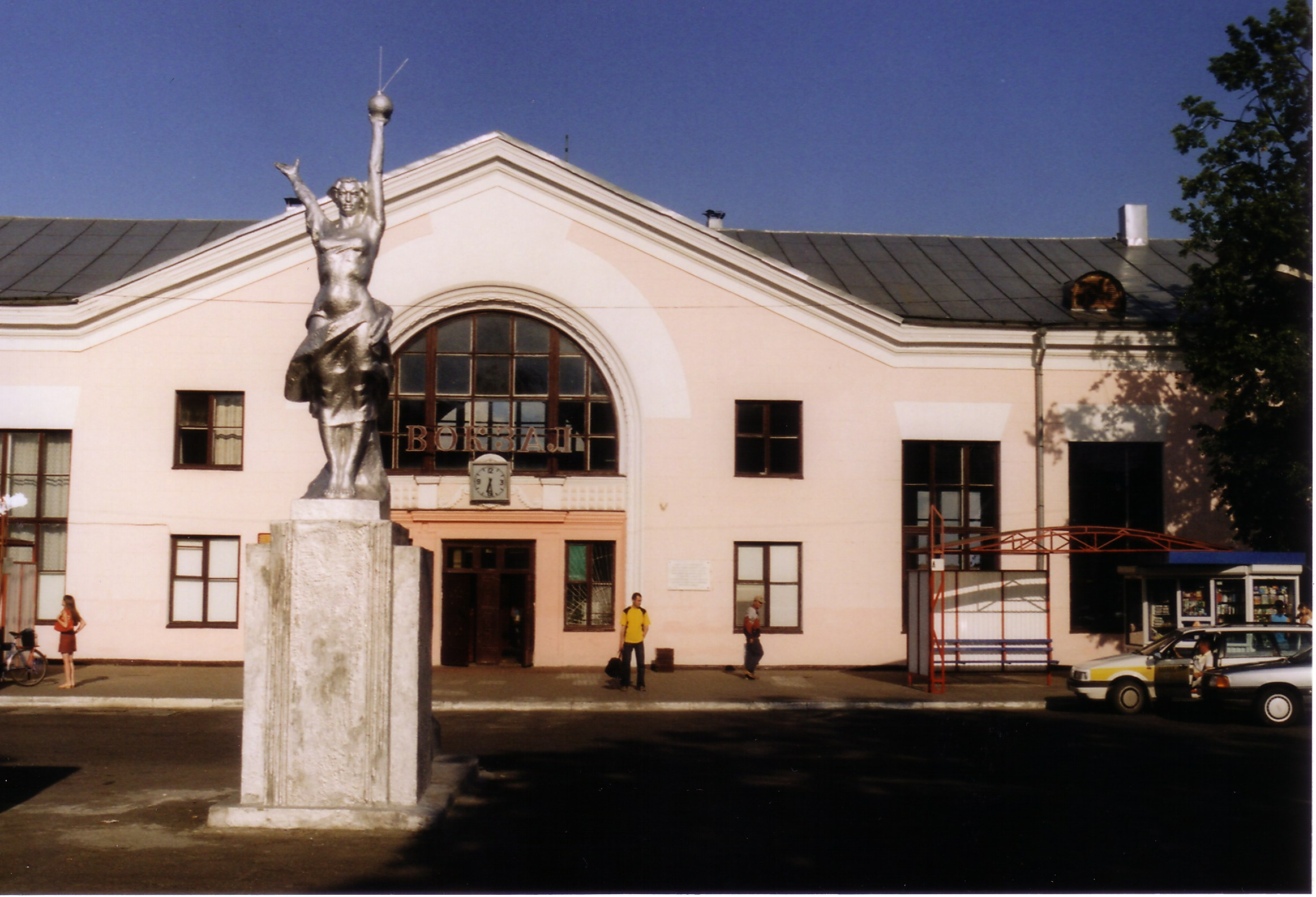
Лунинець
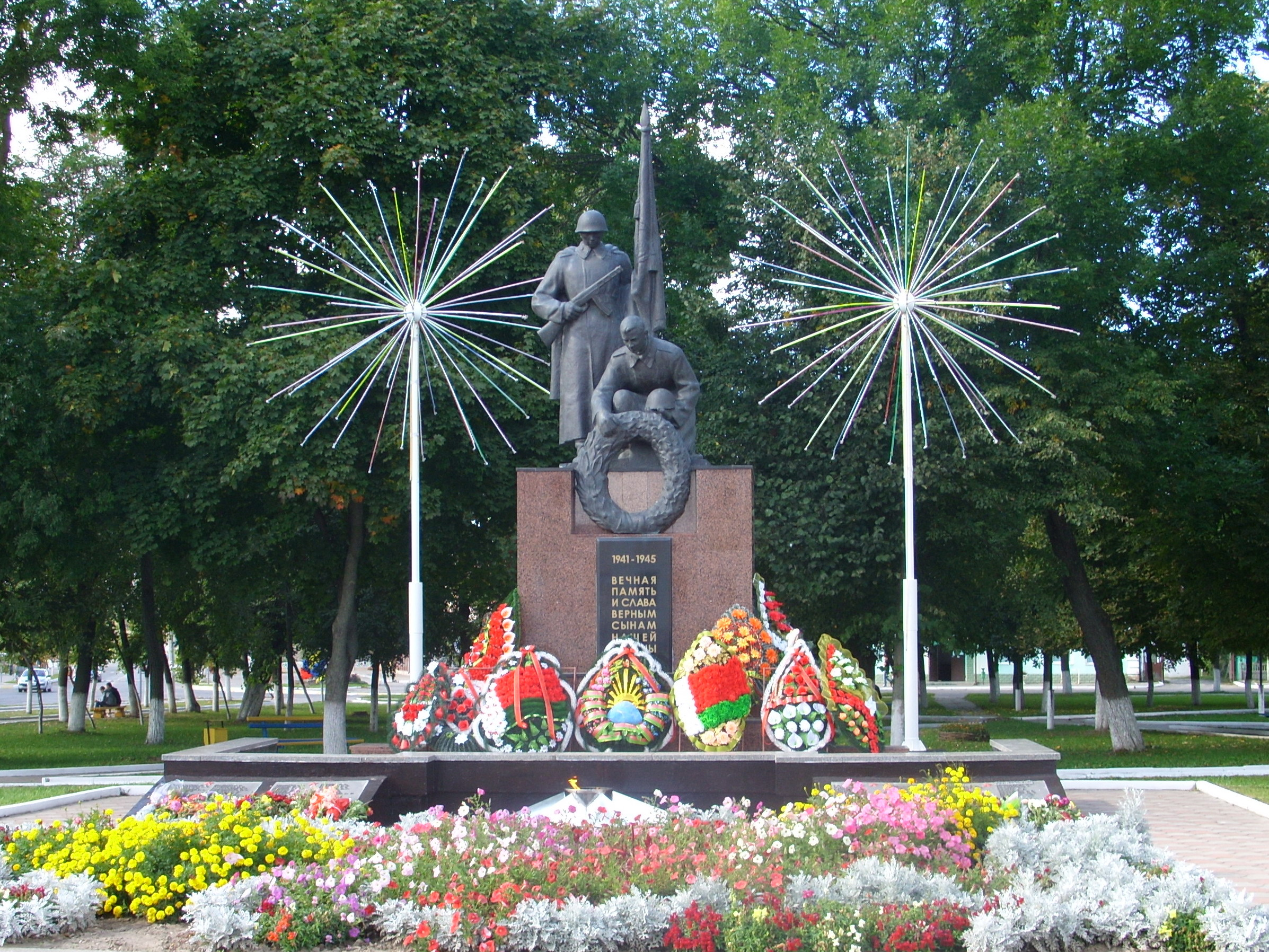
Ляховичі
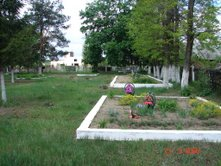
Малорита
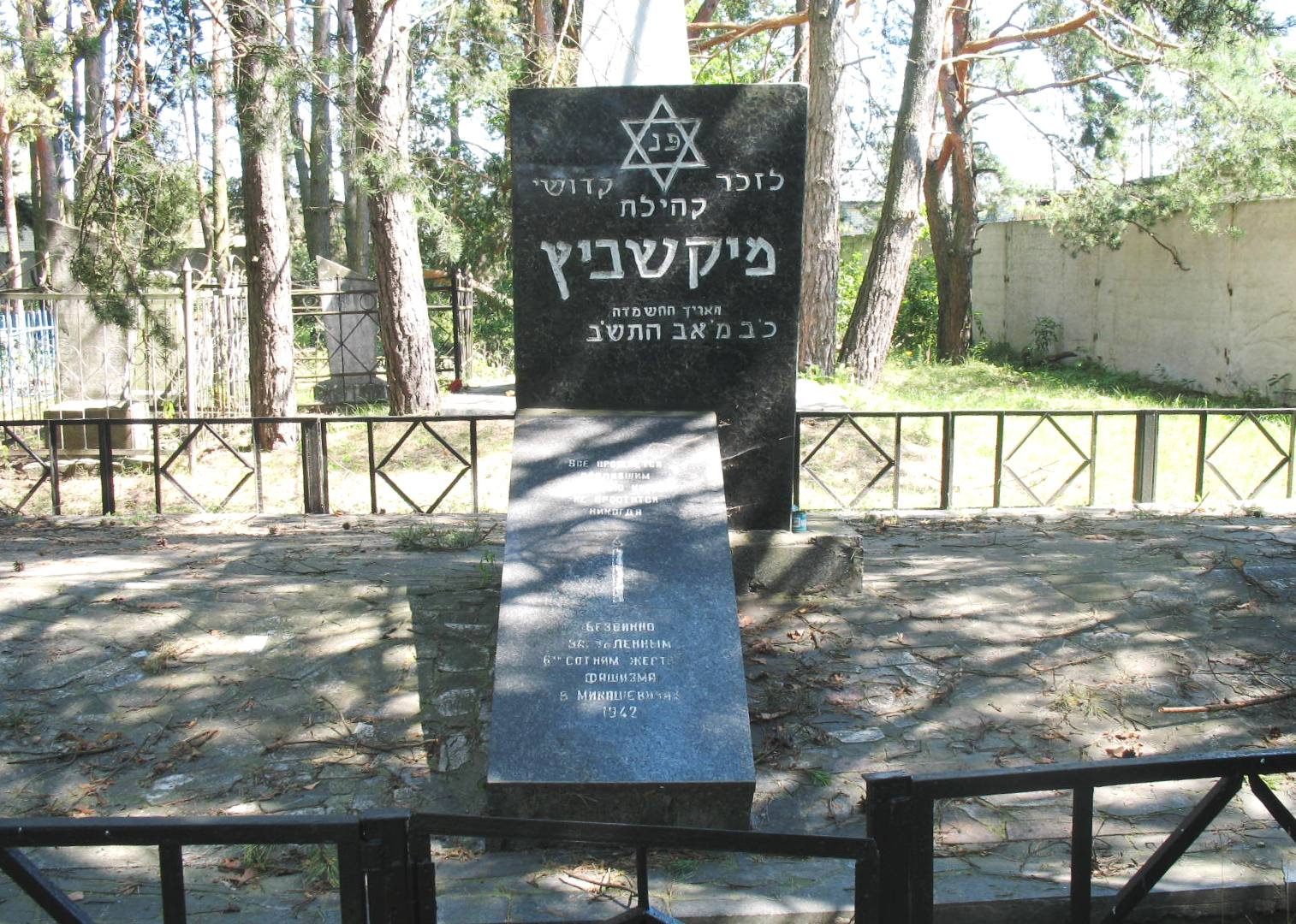
Мікашевичі
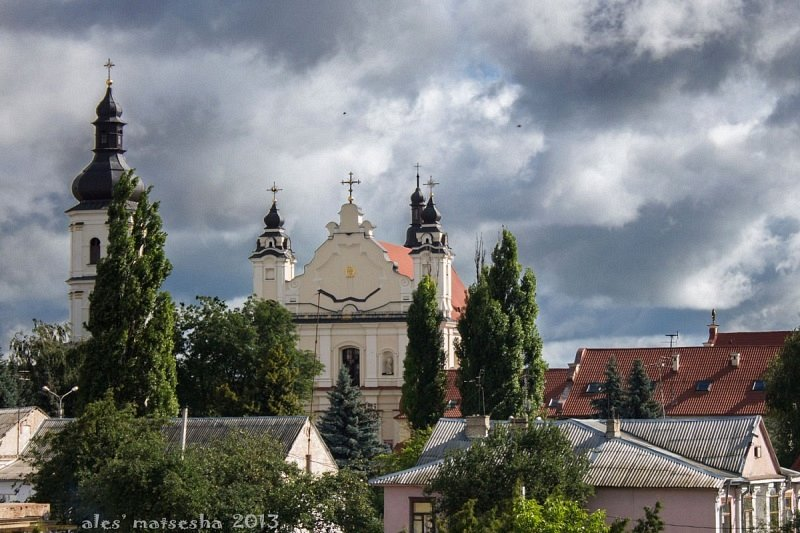
Пінськ
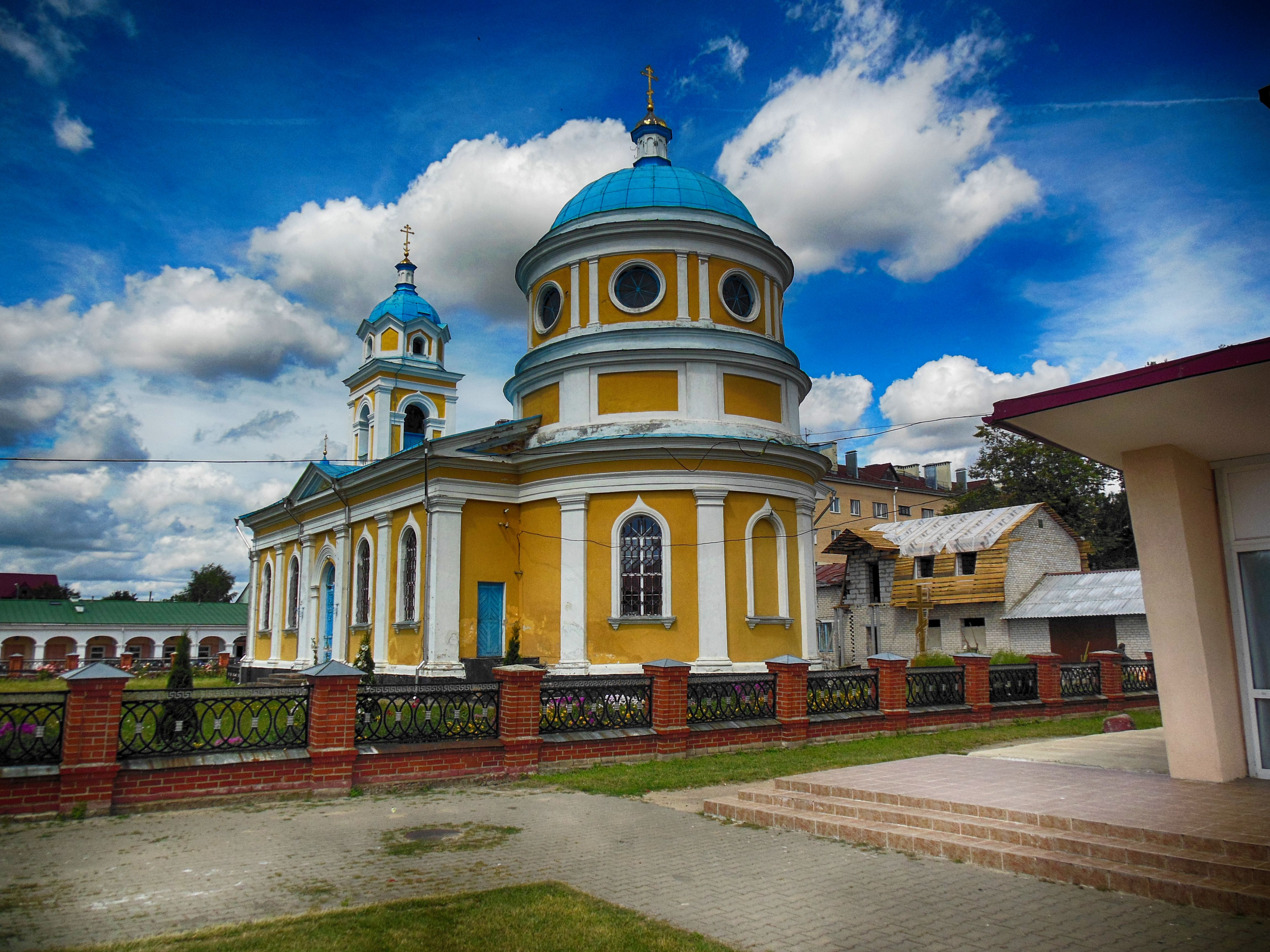
Пружани
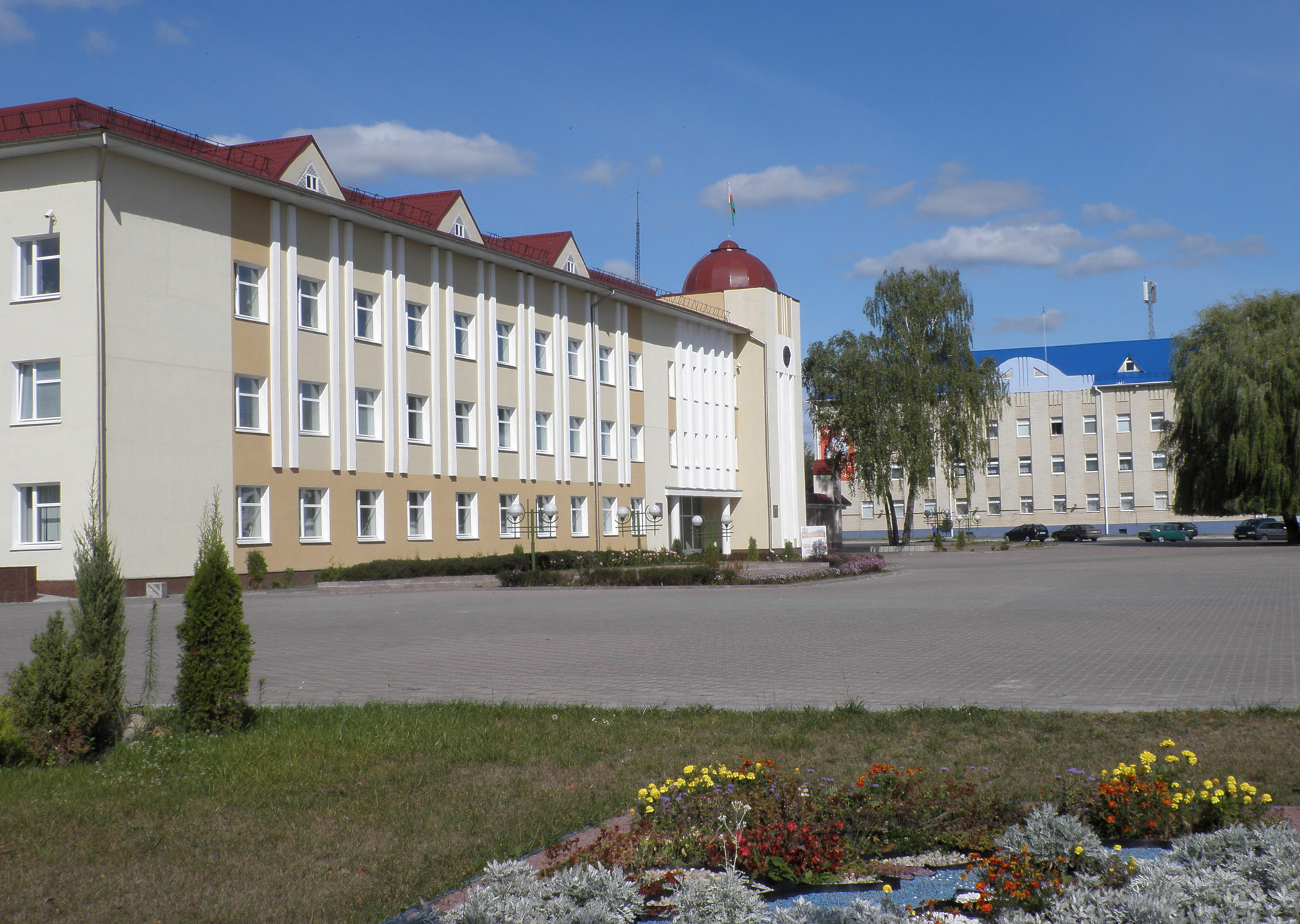
Столин